# Oleoduto Araucária–Paranaguá
Oleoduto Araucária – Paranaguá, chamado tecnicamente de OLAPA, foi construído em 1975 e é empregado para transportar petróleo e seus derivados entre a Refinaria Presidente Getúlio Vargas (Repar) e o Porto de Paranaguá. Em fevereiro de 2001, foi cenário de vazamento de 50 mil litros de óleo diesel, o que contaminou o solo e a água em alguns quilômetros na travessia da Serra do Mar. Tal fato gerou uma repercussão pouco expressiva, porém rendeu uma considerável multa a Petrobras, da qual vem recorrendo.

## Acidente de 2001
No dia 16 de Fevereiro de 2001 ocorreu uma ruptura no trecho serrano, derramando 145m³ de óleo diesel. (Volume questionado pelo Instituto Ambiental do Paraná, que o crê maior.) O vazamento teve consequências em pontos posteriores ao rio que recebeu o óleo, inclusive tendo alcançado a Baía De Antonina.